# A Kaliforniai álom epizódjainak listája
Ez a lap a Kaliforniai álom című televíziós sorozat epizódjainak listáját tartalmazza.

## Évados áttekintés
| Évad | Évad | Részek száma | Részek száma | Eredeti sugárzás     | Eredeti sugárzás   | Eredeti adó | Magyar sugárzás   | Magyar sugárzás  | Magyar adó       |
| Évad | Évad | Részek száma | Részek száma | Évadbemutató         | Évadzáró           | Eredeti adó | Évadbemutató      | Évadzáró         | Magyar adó       |
| ---- | ---- | ------------ | ------------ | -------------------- | ------------------ | ----------- | ----------------- | ---------------- | ---------------- |
|      | 1.   | 13           | 13           | 1992. szeptember 12. | 1992. december 5.  | NBC         | 1996. április 16. | 1996. május 3.   | Magyar Televízió |
|      | 2.   | 18           | 18           | 1993. szeptember 11. | 1994. február 5.   | NBC         | 1996. május 6.    | 1996. május 30.  | Magyar Televízió |
|      | 3.   | 17           | 17           | 1994. szeptember 10. | 1995. január 7.    | NBC         | 1996. május 31.   | 1996. július 1.  | Magyar Televízió |
|      | 4.   | 15           | 15           | 1995. szeptember 9.  | 1996. január 6.    | NBC         | 1996. június 5.   | n. a.            | Magyar Televízió |
|      | 5.   | 15           | 15           | 1996. szeptember 7.  | 1996. december 14. | NBC         | 1996. június 17.  | 2000. január 26. | Magyar Televízió |

## Epizódok

### Első évad (1992)
| Sor. | Év. | Cím                                                   | Rendező      | Író              | Premier                                | Gyártási szám |
| --- | --- | ----------------------------------------------------- | ------------ | ---------------- | -------------------------------------- | ------------- |
| 1. | 1.  | A verseny (Battle of the Bands)                       | Don Barnhart | Noah Taft        | 1992. szeptember 12. 1996. április 18. | 6051          |
| Közeledik a Sharkey-ban évente megrendezésre kerülői zenei bandaverseny időpontja. A rivális zenekar, Bradley és a Milliomosok biztosak a sikerben. Matt a győzelem érdekében randizni kezd a zsűri egyik tagjával, ám a dolog kitudódik, és a mire Matt igazán megkedveli Angelát, az kiadja a fiú útját. Tony szeretné kilyukasztatni a fülét, mire Jenny és Tiffani a rémtörténeteikkel teljesen kikészítik. A versenyen végül a Kaliforniai Álom győz, Matt pedig rendezi kapcsolatát Angelával. |     |                                                       |              |                  |                                        |               |
| 2. | 2.  | Mondj le az álmodról! (Beat of His Own Drum)          | Don Barnhart | Brett Dewey      | 1992. szeptember 19. 1996. április 22. | 6053          |
| Tony megpróbálja követni apja régi álmát, miszerint fiából futballista lesz. A Sharkey's-ban való pincérkedés és a sport mellett azonban a fiúnak nem jut ideje a zenélésre, ezért a banda új dobost próbál keresni. Valójában Tony-t nem igazán érdekli az amerikai futball, ezért sérülést szimulál, de barátai előtt lelepleződik. Tiffaninak titkos hódolója akad. Kiderül, hogy Matt és Jenny kisöccse, Dennis – az apja pénzén – küldözgette neki az ajándékokat. Tony végül bevallja apjának, hogy az ő élete nem a sport, hanem a zene. |     |                                                       |              |                  |                                        |               |
| 3. | 3.  | Dupla meló, fele pénz (Double Date)                   | Don Barnhart | Tony Soltis      | 1992. szeptember 26. 1996. április 29. | 6055          |
| Sly és Matt is munkát szerez a banda számára, ám mint kiderül, mindkettő ugyanarra az estére esik. Mivel azonban egyiket sem tudják lemondani, végül a zenekar mind Randi Jo nővérének esküvőjén, mind pedig a Sharkey's-ban megrendezésre kerülő Hawaii bulin kénytelen zenélni. Az este végén derül ki, hogy az összes bevételük – 4 $ híján – ráment a ruhák és a hangszerek bérleti díjára. |     |                                                       |              |                  |                                        |               |
| 4. | 4.  | Álmaim fiúja (Dream Man)                              | Don Barnhart | Brett Dewey      | 1992. október 3. 1996. április 17.     | 6060          |
| A lányok pizsamapartit rendeznek Garrisonéknál, de a kíváncsi Sly kihallgatja őket, így megtudja, hogy Jenny számára milyen az ideális férfi. Másnap Jenny meglepetten veszi észre, hogy mintha Sly-t kicserélték volna, megkedveli a fiút és randizni kezdenek. Dennis később felvilágosítja nővérét, hogy Sly a lánybulin elbújt a szobájában, és kihallgatta őket. A lány igen megharagszik a fiúra, és megleckézteti. Matt egy új dalt próbál írni, de nincs hozzá ihlete. Tiffani megpróbál segíteni neki, ezért ír egy dalszöveget, de az elég borzalmasra sikerül, Matt ezt mégsem vallja be a lánynak, mert nem akarja megbántani. Később persze ez is kitudódik, mire Tiffani leteremti a fiút.    |     |                                                       |              |                  |                                        |               |
| 5. | 5.  | Az első meló (The First Gig)                          | Don Barnhart | Brett Dewey      | 1992. október 10. 1996. április 16.    | 6052          |
| Mr. Garrison úgy dönt, hogy végre megvalósítja régi álmát, és családjával hétvégén kirándulni meg a Grand Canyonban. Ehhez meg is veszi a jegyeket, majd nagy örömmel bejelenti a hírt Jenny-nek és Mattnek. Időközben a banda ajánlatot kap az első fizetős fellépésre, de mint kiderül a családi utazás időpontja ezzel épp egybeesne. Sly szervezkedésbe kezd, hogy jegycserével a család egy későbbi géppel tudjon elrepülni. A bandának végül sikerül Randi Jo születésnapi buliján játszani, és Mr. Garrison vágya is megvalósul. |     |                                                       |              |                  |                                        |               |
| 6. | 6.  | A régi barát (Friends First)                          | Don Barnhart | Tony Soltis      | 1992. október 17. 1996. április 19.    | 6054          |
| Matt régi barátja látogatást tesz a városban, és mind Jenny-nek, mind pedig Tiffaninak megtetszik, ezért randira hívják őt. Matt figyelmezteti barátját, hogy ennek nem lesz jó vége. A féltékenykedés miatt Jenny tönkreteszi Tiffany mozis estéjét, Tiffani pedig Jenny romantikus vacsoráját. Végül mielőtt még a srác választani közülük, a lányok eldöntik a kérdést, mert barátságukat nem akarják egy fiú miatt tönkretenni. |     |                                                       |              |                  |                                        |               |
| 7. | 7.  | Az uzsonnavendég (Guess Who's Coming to Brunch)       | Don Barnhart | Brett Dewey      | 1992. október 24. 1996. április 30.    | 6061          |
| Az egyik fellépés során Tony megismerkedik, és beleszeret a gazdag Kimberly-be. A lány apja azonban nem nézi jó szemmel kapcsolatukat, tekintetbe véve, hogy egyetlen lánya egy sötétbőrű fiúval jár, ezért Tony megvesztegetésével is megpróbálkozik. Mivel ez nem vezet eredményre, Kimberly-t Párizsba küldi tanulni, amely végül a pár szakításához vezet. |     |                                                       |              |                  |                                        |               |
| 8. | 8.  | Férfidolog (It's a Guy Thing)                         | Don Barnhart | Noah Taft        | 1992. október 31. 1996. május 2.       | 6062          |
| Tiffani és Jenny nem nézi jó szemmel, hogy Tony-t és Sly-t csak a lányok külseje érdekli, ezért móresre tanítják őket. Egy vörös paróka segítségével eljátsszák Monique, a francia lány szerepét. A turpisságra később a fiúk is rájönnek, ám addigra már elvállalják, hogy egy bokszmeccs keretében eldöntik, hogy melyikük járjon a lánnyal. |     |                                                       |              |                  |                                        |               |
| 9. | 9.  | Visszajött a mama (Mother and Child Reunion)          | Don Barnhart | Brett Dewey      | 1992. november 7. 1996. április 26.    | 6059          |
| Sly úgy érzi, hogy ideje megváltoztatniuk a banda imázsát, talán úgy nagyobb sikerük lesz (Kalifornia Rémálom), ám végül emiatt buknak el egy melót. Időközben visszatér a városban Tiffani anyja, aki még kislány korában hagyta magára a lányát és annak apját, és most szeretné rendezni vele a kapcsolatát. Tiffani eleinte nagyon megörül rég nem látott szülőjének, mikor azonban anyja arra kéri, hogy menjen vele New Yorkba, dühösen elutasítja őt, és minden eddigi sérelmét is megosztja vele. Mielőtt azonban Tiffani anyja hazarepülne, sikerül kibékülnie a lányával. |     |                                                       |              |                  |                                        |               |
| 10. | 10. | Szörfös lelkek ha találkoznak (Romancing the Tube)    | Don Barnhart | Noah Taft        | 1992. november 14. 1996. május 3.      | 6063          |
| Sly szörfleckéket akar venni, hisz azt reméli, hogy akkor nagyobb sikere lesz a lányoknál. Tiffani felajánlja segítségét, de végül annyira jól érzik magukat együtt, hogy moziba is elmennek. Barátaik – akik időközben elvállalják, hogy pénzért cserébe kifestik Mattéknél a szobákat – szörnyülködve nézi, Sly és Tiffani bimbódzó kapcsolatát, de időközben Sly is rájön, hogy mivel nem egy hűséges típus nem tudja elkötelezni magát a lány mellett, ezért mindent elkövet, hogy Tiffanit szakításra bírja, eredménytelenül. Végül eljön a szörfös eskütétel időpontja, ahol mégsem a fiú, hanem Tiffani visszakozik, és nemet mond. Persze Sly sem bánkódik sokáig.                                  |     |                                                       |              |                  |                                        |               |
| 11. | 11. | Videózunk, vagy nem? (They Shoot Videos, Don't They?) | Don Barnhart | Tony Soltis      | 1992. november 21. 1996. április 24.   | 6057          |
| A banda be akar nevezni az MTV videóklip versenyére, ezért Sly terve alapján Mattnek meg kellene csókolnia egy lányt, aminek Randi Jo egyáltalán nem örül, ezért Matt csak úgy megy bele a videóklip forgatásába, ha nem lesz közte és a lány között csók. Habár Sly beleegyezik ebbe, barátja háta mögött mást beszél meg a lánnyal, és a csók elcsattan. Randi Jo emiatt nagyon mérges lesz, és szakít Matt-tel. Sly megpróbálja rendbe hozni a dolgokat, és titokban videóra rögzíti, amint Matt a félhomályos garázs magányában, a szerelmi bánattól vezérelve elénekel el dalt. Ezt a videót aztán elküldi Randi Jonak és az MTV-nek is. Habár a versenyt nem nyerik meg, Matt és Randi Jo kibékülnek. |     |                                                       |              |                  |                                        |               |
| 12. | 12. | Nem változtál (The Time)                              | Don Barnhart | Brett Dewey      | 1992. november 28. 1996. április 23.   | 6056          |
| Jenny exbarátja visszatér a városba, és azt szeretné, ha a lánnyal ismét összejönnének. Jenny sokat töpreng a válaszon, hisz annak idején azért szakítottak, mert a fiú megcsalta őt. A lány régi sérelmei ellenére igent mond a fiúnak. A banda vesz egy öreg járgányt, hogy fellépéseikre legyen mivel elvinni a hangszereket, de arra már nincs pénzük, hogy szerelővel javíttassák meg a kisbuszt, ezért maguk állnak neki a szerelésnek. Később a banda munkát kap, de Jenny a régi-új barátja miatt ki akarja hagyni a fellépést. A lány végül rájön, hogy egykori szerelme mit sem változott, így mielőtt ismét csalódna benne, elhagyja őt és barátai után siet.                                    |     |                                                       |              |                  |                                        |               |
| 13. | 13. | Hol van Dennis? (Where's Dennis)                      | Don Barnhart | Jeffrey J. Sachs | 1992. december 5. 1996. április 25.    | 6058          |
| A Garrison szülőknek el kell utazniuk a hétvégére, így Matt elvállalja, hogy addig vigyáz az öccsére, Dennisre. A banda közben házibuli szervezésébe kezd, és mivel Dennis ott lábatlankodik körülöttük, Matt jól leteremti őt. Jenny-t időközben az új fiújával kapcsolatos problémák foglalkoztatják, így csak a buli végén veszik észre, hogy Dennis eltűnt. Miközben Matt öccse keresésére indul, váratlanul hazaérkeznek a szüleik, és habár Dennis hamar előkerül, a buli tényét már nem tudják eltitkolni. |     |                                                       |              |                  |                                        |               |

### Második évad (1993-1994)
| Sor. | Év. | Cím                                                    | Rendező         | Író                               | Premier                             | Gyártási szám |
| --- | --- | ------------------------------------------------------ | --------------- | --------------------------------- | ----------------------------------- | ------------- |
| 14. | 1.  | Jake dala (Jake's Song)                                | Don Barnhart    | Brett Dewey                       | 1993. szeptember 11. 1996. május 6. | 6064          |
| Tiffaninak egy baleset során megrongálódik a szörfdeszkája ezért állás vállal a Sharkey-ban, hogy a pénzből új deszkát vehessen. A lány azonban idővel az őrületbe kergeti Tony-t, mivel annak várakozásaival ellentétben, Tiffanit az ő főnökének nevezték ki. Mattnek sikerül egy nagyon jó zenét írnia, de a szöveg megírásához egyszerűen nincs ihlete. Sly-nak támad egy jó ötlete, így az irodalom órán felveti a tanárnak, hogy gyakorlásképpen, írhatna az osztály szöveget a zenére. Matt legnagyobb megdöbbenésére az iskolába újonnan érkezett, az általuk "rosszfiúnak" tekintett Jake tetszetős szövegrészt ír a zenéjére. Később ezt együtt továbbírják, majd a banda elé tálalják, akik azonban elutasítják Jake zenekarhoz való csatlakozását. Végül adnak egy esélyt a számára, és miután a Sharkey-ban előadják az új dalt, úgy döntenek, hogy mégis csak szükségük van Jake-re.                                           |     |                                                        |                 |                                   |                                     |               |
| 15. | 2.  | Viszlát Jenny! (Ciao, Jenny)                           | Don Barnhart    | Noah Taft                         | 1993. szeptember 19. 1996. május 8. | 6066          |
| Jake ír egy dalt Jenny-ről, amit miután előad neki, megcsókolják egymást. Jenny azonban felvételt szeretne nyerni egy római zeneiskolába,s felmerül, hogy emiatt elköltözik. Jake és Sly összeszövetkezik, hogy meghiúsítsák a lány felvételét. Mindezek ellenére Jenny bekerül az ösztöndíjasok közé, de a Jake iránt érzett szerelem miatt úgy dönt, hogy marad. Tony-nak időközben viszkető bőrkiütése lesz, amelyről tévesen azt hiszi, hogy halált okoz. Jake-nek hamar lelkiismeretfurdalása támad, ezért úgy tesz, mintha egy másik lánnyal is randevúzgatna. Jenny mérgében úgy dönt, hogy mégis Olaszországba megy. Végül a lány a Rómába utazása reggelén rendezi kapcsolatát Jake-kel, majd egy utolsó csókkal búcsút vesznek egymástól. |     |                                                        |                 |                                   |                                     |               |
| 16. | 3.  | A nagy udvarlás (Wooing Woo)                           | Don Barnhart    | Brett Dewey                       | 1993. szeptember 25. 1996. május 9. | 6067          |
| Miközben a banda Jenny hiányát próbálja pótolni, a Garrison család – Jenny megüresedett szobájába – befogad egy kínai cserediákot, Samantha Woo-t. Egy próbát követően végül Sam csatlakozik a zenekarhoz, a fiúk azonban fogadást kötnek, hogy melyikük csókolja megy előbb a lányt. Tiffani ezt elmondja Samanthának, így a két lány eztán a fiúk megleckéztetését tűzik ki célul. Végül a fiúk kénytelenek női ruhába bújni, hogy Sam ne utazzon haza. |     |                                                        |                 |                                   |                                     |               |
| 17. | 4.  | A szolid motoros (Sleazy Rider)                        | Don Barnhart    | David Garber                      | 1993. október 2. 1996. május 10.    | 6068          |
| Jake úgy dönt, hogy a Harley-jával benevez egy motoros versenyre. Ehhez azonban el kell mennie egy lámpáért a város másik felébe, amely időre a motorját Matt-re bízza. A nyughatatlan Sly azonban elcseni a motort. Balszerencséjére elüti vele Tony-t, akinek eltörik a lába, és így kórházba kerül. Ráadásul a motor is összetörik, így Jake nagyon dühös lesz Sly-ra, mikor megtudja, hogy mi történt. Sly megpróbálja jóvá tenni a dolgokat. Az ápolónőként tevékenykedő Tiffani eközben épp Tony szobájába lesz beosztva, amely olyan helyzeteket szül, hogy a lány azt hiszi, hogy a fiú szerelmes belé, és viszont. A barátságukat nem akarják tönkretenni, ezért egyikük sem mer erről beszélni a másikkal. Végül sikerül egymással rendezniük a félreértéseket. |     |                                                        |                 |                                   |                                     |               |
| 18. | 5.  | Sly, a nagybeteg (The Sly Who Came to Dinner)          | Don Barnhart    | Todd J. Greenwald, Rob Hammersley | 1993. október 9. 1996. május 17.    | 6073          |
| Mivel Sly szülei elutaznak, a srác ráveszi Matt-et, hogy erre az időre fogadják őt be. Sly persze ezt az időt arra akarja felhasználni, hogy közelebb kerülhessen Samhez, mivel egy félreértés miatt azt hiszi, hogy a lány vonzódik hozzá. Persze a vége az lesz, hogy Sam megharagszik Sly-ra, aki eztán úgy tesz, mintha súlyos beteg lenne, nehogy a Garrison család hazaküldje őt. Miután kiderül, hogy a fiú az egészet csak színlelte, valóban elzavarják. Eközben Tiffani egy titkos hódolójától ajándékokat kap, ezért az aggódó Jake és Tony felcsap a lány testőrének. |     |                                                        |                 |                                   |                                     |               |
| 19. | 6.  | Porlasztó, kardhal és szerelem (Surfboards and Cylces) | Don Barnhart    | Tony Soltis                       | 1993. október 16. 1996. május 22.   | 6076          |
| A suliban új tantárgyak felvételére nyílik lehetőség. A fiúk – lányokkal való ismerkedés érdekében – főzőtanfolyamra, a lányok pedig autószerelő-tanfolyamra jelentkeznek. Tiffani be akarja bizonyítani, hogy van olyan jó ebben a témában, mint az ellenkező nem, Jake persze kineveti emiatt, de végül segít a lánynak megjavítani az autóját. A dolgok végül egy csókhoz vezetnek, Matt azonban meglátja őket, és a csókról beszámol a többieknek is. A banda – aggódva a következmények miatt – szakításra bírja a párocskát, de később lelkiismeretfurdalásuk támad a dolog miatt, ezért egy romantikus vacsorát szerveznek, hogy újra összehozzák Tiffanit és Jake-et. |     |                                                        |                 |                                   |                                     |               |
| 20. | 7.  | Vizsgaláz és jakbűz (A Question of Math)               | Miguel Higuera  | Debra Fasciano                    | 1993. október 23. 1996. május 23.   | 7401          |
| A zenekar a félévi vizsgákra készül. Tony minden éjszaka tanul, Jake és Tiffani állandóan veszekednek, Matt meditál, Sly és Sam pedig pénzért matekfelkészítést vállal. Sam az iskola futballsztárját, Darrint is tanítani kezdi, de közben nagyon megtetszik neki a srác, aki ezt kihasználva ráveszi a lányt, hogy ingyen oktatásban részesítse. Miután Sam rájön, hogy csak kihasználták, a banda segítségével hamis teszteredményeket ad el a futballistának, aki így megbukik a vizsgán. A tanulásba megfáradt Tony eközben átalussza az egészet, így lemarad a vizsgáról. A banda végül egy fellépéssel ünnepel a Sharkey's-ban. |     |                                                        |                 |                                   |                                     |               |
| 21. | 8.  | Tony, a hős seriff (High Plains Dreamer)               | Patrick Maloney | Noah Taft                         | 1993. október 30. 1996. május 28.   | 7403          |
| Tony az egyik pomponlánnyal, Jackie-vel kezd el randevúzgatni. A moziban, egy westernfilm megnézése után azonban Tony elájul, miután a teremben megjelenik a lány exbarátját, Bo, akiről rémhíreket hallott. A fiú álmában visszatér a vadnyugatra, Winkle-városba, de előbb Mark, Sam és Sly furcsa alteregója, majd az egykori mesterlövész Jake és a magát indiánnak képzelő Tiffani kergetik az őrületbe. Tony-t később sheriffé nevezik ki, de megjelenik Bo, aki végezni akar a fiúval, ezért kihívja egy pisztolypárbajra. Végül a városlakók együttes erővel elintézik a rosszfiút. Furcsa álma után Tony magához tér, majd a félreértés is rendeződik a két fiú között. |     |                                                        |                 |                                   |                                     |               |
| 22. | 9.  | Mániákusan szeretlek (Bwa Ha Ha Means I Love You)      | Patrick Maloney | David Garber                      | 1993. november 6. 1996. május 24.   | 7402          |
| Jake és Tiffani a két hónapos évfordulójukhoz érkezik, ezért a fiú egy különleges ajándékot szeretne venni a lánynak, de nincs rá pénze, ezért munkát vállal a Zenemánia boltban. Sly ki akarja adni a banda zenéit, amelyet ezért egy kazettára rögzít, amiket aztán Jake munkahelyén akar értékesíteni. Kiderül azonban, hogy minden kazetta üres, mert Sly elfelejtette megnyomni a felvétel gombot. Tiffani közben rájön, hogy Jake eltitkol előle valamit, de végül nem ezért, hanem egy későbbi félreértés miatt szakít a fiúval. Jake csak nagy nehézségek árán tudja eztán rendezi a kapcsolatát Tiffanival. |     |                                                        |                 |                                   |                                     |               |
| 23. | 10. | Bizalmi szavazás (Vote of Confidence)                  | Don Barnhart    | Noah Taft                         | 1993. november 13. 1996. május 14.  | 6070          |
| Jake bátyja, Kyle egy időre hazatér a Harvardról, Jake azonban dühösen fogadja a hírt, mivel bántja őt, hogy soha sem kelhetne versenyre tökéletes testvérével. Sly erre azt javasolja Jake-nek, hogy nevezzen be a diákelnök-választásra. Jake kampánya nem indul zökkenőmentesen, ezért Kyle felajánlja a segítségét, tanácsot ad öccsének, mire az durván elutasítja őt. Jake végül mégis megfogadja bátyja szavait, választási beszéd helyett magát adva bőrdzsekiben, motoron jelenik meg, és előad egy őszinte dalt. Jake így választást nyer, de barátai inkább Kyle-t éltetik az ötlete miatt. Jake szívére veszi a dolgot, s végül lemond. Kyle értetlenül áll a dolog előtt, mire Jake kifakad neki. A testvérek végül rendezik kapcsolatukat. |     |                                                        |                 |                                   |                                     |               |
| 24. | 11. | A sorsdöntő pókerparti (The Year of the Woo)           | Don Barnhart    | Noah Taft                         | 1993. november 20. 1996. május 20.  | 6074          |
| Sam szülei pénzt küldenek a lányuknak, hogy a Kínai Újévre hazamehessen. Sam azonban kölcsönadja a pénzt a bandának, hogy megjavíttathassák a furgonjukat. A szerelő, Gus azonban lelép a pénzzel. A fiúk úgy döntenek, hogy egy pókerparti keretében visszanyerik Gustól a pénzt, ám végül a férfival szemben csúfos vereséget szenvednek. Tiffani eztán úgy dönt, hogy ő is beszáll a játszmába, s a lány vissza is nyeri a pénzt, amit aztán visszaadnak Samnek. Kiderül azonban, hogy valamennyi repülőjegy elkelt már, így Sam nem tud hazamenni az ünnepekre. A banda végül egy meglepetés partit szervez a Shakey's-ban a lánynak, amelyen a Woo szülők is megjelennek. |     |                                                        |                 |                                   |                                     |               |
| 25. | 12. | Görény-bölény és a kopogós tánc (Schoolhouse Rock)     | Miguel Higuera  | Brett Dewey                       | 1993. november 27. 1996. május 29.  | 7404          |
| A banda jegyeket próbál szerezni Sting koncertjére, sikertelenül. Sly megtudja, hogy az előzenekar lemondta a fellépést, ezért megpróbálja a Kaliforniai Álmot beszervezni, s végül sikerül is kicsikarniuk egy meghallgatást. Időközben az iskolának új igazgatója lesz, aki katonás fegyelmet szeretne elérni, ezért előbb Jake-t, majd pedig Tiffanit is elzárásra ítéli. Emiatt azonban nem tudnak elmenni a meghallgatásra, ezért a többiek megszöktetik őket. Habár a menedzsernek igazán tetszik a zenekar, nem szerződteti őket, viszont ingyenjegyeket ad nekik. McBride igazgatónő azonban elkapja őket, és mindannyiukat elzárásra küldi. |     |                                                        |                 |                                   |                                     |               |
| 26. | 13. | Egy halott rocksztár segítsége (Save the Shark)        | Don Barnhart    | Paul Lander                       | 1993. december 4. 1996. május 16.   | 6072          |
| A Sharkey's-nak új tulajdonosa lesz, akinek a lányába Matt azonnal beleszeret, ezért randevúra hívja. A banda később Katie-től tudja meg, hogy az apja azt tervezi, hogy lebontatja a Sharkey's-t, mivel az nem hoz elég pénz. A zenekar eztán összefog, hogy megmentse a törzshelyüket, de Katie apja hajthatatlan marad. Később a banda a Sharkey's irodájában talál egy fotót, mely alapján sikerül kideríteniük, hogy "Johnny Himalája és a Wavebreakers" együttes sikere onnan indult, ezért ezen információk alapján műemlékké nyilváníttatják a büfét, ami így végül megmenekül. |     |                                                        |                 |                                   |                                     |               |
| 27. | 14. | Absztrakt szimbolizmus (21 Jake Street)                | Don Barnhart    | David Garber                      | 1993. december 25. 1996. május 15.  | 6071          |
| Sly be akarja juttatni a srácokat egy night klubba, ezért hamis személy-igazolványokat akar nekik szerezni. Ezzel egyidőben új lány érkezik a suliba, Michelle, aki mind a négy fiúnak megtetszik, de a lány csak Jake-kel hajlandó foglalkozni, mert őt a rosszfiúk vonzzák. A végén kiderül, hogy Michelle álruhás rendőr volt, feladata pedig az, hogy a hamis személyit áruló férfit lebuktassa, és azért kezdett ki Jake-kel, mert azt hitte, hogy ő az. Az iskolai művészeti kiállítására Tony és Matt is készül, előbbi Tiffaniról akar mellszobrot készíteni, utóbbi Samról portrét. Habár a lányok véletlenül eltörik Tony alkotását, mégis a fiú lesz a kiállítás első helyezettje. |     |                                                        |                 |                                   |                                     |               |
| 28. | 15. | Szerelmet nem lehet pénzért venni (Can't Buy Me Love)  | Don Barnhart    | Tony Soltis                       | 1994. január 8. 1996. május 13.     | 6069          |
| A zenekar részt vesz az iskolai rabszolga-árverésen, hogy a suli egy új eredménykijelzőt vásárolhasson. Sly az iskola legnépszerűbb lányát, Matt véletlenül Tony-t, Sam Tiffanit, a három pomponlány pedig Jake-t vásárolja meg egy hét erejéig. Sly mindent megtesz, hogy meghódítsa Julie-t, de a lány hiú módon elutasítja őt. Matt, hogy jóvá tegye hibáját, ő lesz Tony rabszolgája, nem pedig fordítva. Sam halálra dolgoztatja Tiffanit. Jake-t őrületbe kergeti a három lány. A felszabadítási napon a "rabszolgák" úgy döntenek, hogy megleckéztetik a "munkaadóikat". |     |                                                        |                 |                                   |                                     |               |
| 29. | 16. | Sly, a hős lázadó (Rebel Without A Clue)               | Don Barnhart    | David Garber                      | 1994. január 15. 1996. május 21.    | 6075          |
| Sly sehogy sem jön ki jól a történelemtanárával, ezért új taktikát vet be: a következő dolgozatra igazán lelkesen készül, így egyetlen hiba nélkül sikerül megírnia. A tanárnő persze azt hiszi, hogy Sly puskázott, ezért ismét csak egyest ad neki. A fiú igazságtalannak érzi a helyzetet, ezért a bizottság elé viszi az ügyet, de azok is csak kinevetik, sőt még egy hétre fel is függesztik. Sly azonban nem adja fel. Eközben a banda a legközelebbi fellépésére készül, de sehogy sem tudják eldönteni, hogy az új dalukat Sam vagy Tiffani énekelje. Míg Matt az utóbbi, Jake az előbbi lányra szavazna, ezért Tony-nak kell eldöntenie a kérdést. A fiú végül úgy dönt, hogy a két lány közösen énekeljen. |     |                                                        |                 |                                   |                                     |               |
| 30. | 17. | A Dirty Dogs (Dirty Dog Days)                          | Don Barnhart    | Tony Soltis                       | 1994. január 29. 1996. május 7.     | 6065          |
| Sly szerez egy régi átjátszót, amivel a fiúk szórakozni kezdenek, mintha egy rádióműsorban lennének. Jake, mint a DJ, Midnight Mike a "Dirty Dog" név alatt a saját együttesük zenéit adja le a rádiban. Másnap a suliban mindenki a srácok által megszemélyesített bandáról, a "Dirty Dog"-okról és az illegális rádióadóról beszélnek. Mint kiderül az átjátszó tökéletesen működött. Főleg Jenny az, aki odáig van értük, leginkább Midnight Mike-ért. A fiúk megpróbálják elmondani, hogy ők valójában a Kaliforniai Álom, de nem hisznek nekik. Később a lányok felfedezik, hogy valóban az ő zenéiket adják a rádióban, és végül egy, a Sharkey-ban eljátszott zene után erre mások is rájönnek. Jenny eztán döbben rá, hogy Midnight Mike valójában Jake. |     |                                                        |                 |                                   |                                     |               |
| 31. | 18. | Hamupipőke a bálban (Indecent Promposal)               | Miguel Higuera  | Ronald B. Solomon                 | 1994. február 5. 1996. május 30.    | 7405          |
| Közeledik az iskolai bál napja, amire Jake nem, míg Tiffani el szeretne menni. Glenn, Tiffani egykori betege felajánlja, hogy ő szívesen elkíséri a lányt, sőt ráadásként egész nyárra munkát ajánl a bandának apja Catalina-szigeti üdülőjében. Jake féltékenykedni kezd, s az ötletet sem díjazza, de a zenekar és a fizetős fellépés miatt beleegyezik a dologba. Matt-et, Tony-t és Samet eztán már jobban foglalkoztatja az, hogy partnert találjon a bálra, amely több-kevesebb sikerrel össze is jön nekik. Tiffani időközben még estélyi ruhát is kap kísérőjétől, s miután a lány Glennel együtt távozik a bálba, Jake teljesen magába roskad, s úgy dönt, hogy ő is elmegy a táncestre. Közben Glenn – kihasználva az alkalmat – megcsókolja Tiffanit, de a jelenetnek Jake is szemtanúja lesz. A fiú eztán elmondja a lánynak, hogy habár tiszta szívéből szereti őt, nem tudna a továbbiakban megbízni benne, ezért szakít vele. |     |                                                        |                 |                                   |                                     |               |

### Harmadik évad (1994-1995)
| Sor. | Év. | Cím                                                             | Rendező | Író | Premier                              | Gyártási szám |
| --- | --- | --------------------------------------------------------------- | ------- | --- | ------------------------------------ | ------------- |
| 32. | 1.  | Megbocsátok (The Unforgiven)                                    |         |     | 1994. szeptember 10. 1996. június 3. | 301           |
| A Garrison család elköltözését követően Sam a gazdag Costa családhoz költözik, akik megengedik a bandának, hogy az edzőtermüket zenei próbákra használhassák. A banda egyetlen problémája eztán már csupán az, hogy Matt nélkül semmire sem mennek. Sly felajánlja, hogy unokaöccse, aki nemrég a városba költözött, beállhatna Matt helyére. A többiek persze egyből kinevetik ezért, de hajlandóak meghallgatni a fiút. Hamar napvilágot lát azonban, hogy Mark ki nem állhatja Sly-t, ezért elutasítja az együtteshez való csatlakozását. Sly munkát intéz a bandának Lorena barátnőjének buliján, miközben Tony és Jake mindent megtesznek, hogy Mark – aki időközben bevallja, hogy lámpaláza miatt képtelen közönség előtt játszani – tagja legyen a zenekarnak. Végül a fiú a bulin nagy sikert arat. |     |                                                                 |         |     |                                      |               |
| 33. | 2.  | Váltsd valóra az álmaid! (Follow Your Dreams)                   |         |     | 1994. szeptember 17. 1996. május 31. | 302           |
| Tony az iskolai képességvizsgáló teszt miatt, Jake pedig dalszövegíró tehetségének elvesztése miatt aggódik. Sly igyekszik elcsábítani Lorenát, ezért róla másol a pályaválasztási teszt kitöltése közben. Az eredmények szerint Samből fényképész, Tiffany-ból állatorvos, Markból pályaválasztási tanácsadó, Tonyból zenész, Jake-ből pedig virágkötő lesz. Lorena és a másolás miatt Sly azonos eredménnyel jön ki, divattervező jövő elé néznek. Mindenkinek az eredményének megfelelően kell egy hétig gyakorlatot folytatni, emiatt Lorena kénytelen Sly-jal közösen elvégezni a feladatát. A fiú virágot vesz a lánynak, hogy bevágódjon nála, de az üzenetet Jake-kel íratja meg. Időközben kiderül, hogy senki sem a teszt eredményének megfelelő pályán mozog otthonosan. Lorena előtt világossá válik, hogy Sly megpróbálta átverni őt, Jake pedig arra ébred rá, hogy mégis csak jó szövegíró, és ezt új dalával be is bizonyítja                                     |     |                                                                 |         |     |                                      |               |
| 34. | 3.  | Költségvetési deficit (Budget Cuts)                             |         |     | 1994. szeptember 24. 1996. június 6. | 303           |
| Miután Sly az iskolai rádió új műsorigazgatója lesz, a többiek részt szeretnének venni a műsor szerkesztésében. Mark a rádió házi kritikusa, Sam a lelki-, Lorena pedig a divattanácsadó lesz. Jake "Kussolj és figyelj!" címmel tinédzserek jogairól szóló műsort kezd el vezetni. Később kiderül, hogy a legközkedveltebb Lorena műsora, emiatt azonban Jake és a lány ismét vitába keveredik egymással; ráadásul az iskolai igazgatótanács a költségvetésre hivatkozva beszünteti a rádióadást. Lorena megpróbál lépni az ügy érdekében, de Jake kineveti őt. Másnap mindenki megdöbbenve értesül arról, hogy – tiltakozásképpen – Lorena bezárkózott a rádióállomásra. Jake-nek nagyon megtetszik a kialakult helyzet, és az ablakon keresztül bemászik a rádióállomásra. Persze ismét csúnya vita alakul ki közte és Lorena közt, amely aztán furcsa vallomásokkal és egy csókkal zárul. Végül a rádióállomás megmenekül.                                                    |     |                                                                 |         |     |                                      |               |
| 35. | 4.  | Vakrandi / Komputerszerelem (Blind Dates)                       |         |     | 1994. október 1. 1996. június 7.     | 304           |
| Sly az Interneten keresztül megismerkedik álmai nőjével. Később Sly és Allison között találkozásra is sor kerül. Ekkor lát napvilágot, hogy Allison vak. Sly ennek ellenére nagyon megkedveli a lányt, és még moziba is elmennek, amely igencsak mulatságos pillanatokat eredményez. Az iskolában romantikus táncest rendezését tervezik. Sly sikerén felbuzdulva Tony és Sam is chaten próbál partnerre szert tenni, amely sikerül is nekik, igaz, épp egymásra találnak rá. Közben Sly Allisont hívja el a táncestre, de a lány gondolkozási időt kér. Később Allison igent mond Sly-nak, de a fiú beijed és álindokkal lemondja az egészet. Allison átlát Sly-on, és nagyot csalódik benne. Később Sly rájön, hogy hülyeséget csinált, ezért bocsánatot kér Allisontól. Végül elcsattan közöttük egy csók, miután a fiú ráveszi a lányt arra, hogy elmenjenek táncolni. |     |                                                                 |         |     |                                      |               |
| 36. | 5.  | Lorena, ne! (Yoko, Oh No!)                                      |         |     | 1994. október 8. 1996. június 18.    | 305           |
| Sly benevezi a bandát egy versenyre, de emiatt vitába keverednek egy másik együttessel, akik Lorenát egyszerűen "bandababának" kezdik el csúfolni, amiért ő nem is zenél, csupán kísérőként van mindenütt jelen. Lorena ezért úgy dönt, hogy belép a bandába. Ráveszi a többieket, hogy hallgassák őt meg, hogyan énekel. A többiek szörnyülködése ellenére Jake beveszi a bandába Lorenát, mivel a lány iránt érzett szerelem miatt ő csodálatosnak találja a hangját. Más ötlet híján a banda úgy dönt, megtanítják énekelni Lorenát, de az is kudarcba fullad. Ezért végül felveszik az egészet magnóra és lejátszás a felvételt Jake-nek, aki ráébred, hogy mennyire vak volt eddig. A beszélgetésnek fültanúja lesz Lorena is, ezért másnap úgy tesz, mintha berekedt volna, így Jake nem vallja be neki, hogy nem kívánják bevenni a bandába. A versenyen végül a Kaliforniai Álom győz, a többiek pedig bocsánatot kérnek Lorenától, amiért nem mondtak igazat neki.       |     |                                                                 |         |     |                                      |               |
| 37. | 6.  | Fájdalmas búcsú (The Long Goodbye)                              |         |     | 1994. október 15. 1996. június 20.   | 306           |
| Sly és Allison már két hónapja együtt vannak. Sly, hogy bebizonyítsa szerelmét és odaadását, Allisonnak szeretné ajándékozni féltve őrzött betűs dzsekijét. Érzései megvallásával egyidőben azonban a lány még meglepőbb vallomást tesz, vagyis hogy két hét múlva elköltözik, mivel felvették egy chicagói egyetemi előkészítőbe. Sly ezt követően feltűnően kerülni kezdi Allisont, sőt más lányokkal kezd el randizni, miközben a többiek búcsúbuli szervezésébe kezdenek. A partin azonban végül Sly is megjelenik, és bevallja Allisonnak, hogy soha sem volt még ennyire szerelmes és ennyire boldog egy lány oldalán, így nem tudta feldolgozni azt, hogy hamarosan el kell válniuk. Miközben Sly Allisonnak adja a betűs dzsekijét – hogy a lány soha se felejtse őt el -, fájdalmas búcsút vesznek egymástól. |     |                                                                 |         |     |                                      |               |
| 38. | 7.  | Bízz bennem! (Trust Me)                                         |         |     | 1994. október 22. 1996. június 14.   | 307           |
| Sly ismét benevezi a bandát egy versenyre. Jake és Mark új dallal akarnak készülni, de még csupán a címe van meg. Hogy többet tudjanak együtt dolgozni a dalon, Mark beköltözik Lorenáékhoz, amíg a szülei egyik rokonuknál tesznek látogatást. Időközben, egy félreértés miatt Lorena és Jake összevesznek, később pedig Mark megcsókolja a lányt. A fiú eztán kétségbeesik, mivel nem tudja, hogyan vallja be Jake-nek a történteket. Végül ír rá egy dalt, és azt adja elő a fiúnak, aki felettébb dühösen reagál, ráadásul közli Markkal, hogy soha többé nem fog bízni benne, s ezzel barátságuknak is vége. Később Jake két szekrényméretű fickóval keveredik vitába, de Mark kiáll mellette, s így mindkettőjük monoklival tér haza. Mindazonáltal ez a kibékülésükhöz, s a közös dalt sikeres megíráshoz is vezet. |     |                                                                 |         |     |                                      |               |
| 39. | 8.  | A hercegnő és a jeti (The Princess and the Yeti)                |         |     | 1994. október 29. 1996. június 12.   | 308           |
| Mr. Costa felviszi a fiatalokat a család hegyi szállodájába, Aspenbe. Miközben Jake makacssága miatt majdnem megfagy, mert bőrkabátját nem hajlandó sídzsekire cserélni, a jeti miatt aggódó Tonynak nyoma vész. A többiek a keresésére indulnak, de mikor végre megtalálják, hóvihar tör ki, ezért meghúzzák magukat egy hegyi kunyhóban. Így találkoznak a már 40 éve ott élő, szívélyes öregúrral, akiről kiderül, hogy ő játszotta el a jetit, hogy elijessze a szállóvendégeket, hogy Mr. Costa lemondjon a síparadicsom bővítéséről. Lorena – a többiekkel ellentétes véleménye miatt – megsértődik, és egyedül megy el sielni, de balesetet szenved. A hegyi öregember talál rá, aki visszaviszi a lányt a szállodába. Lorena végül kiáll az idős bácsi mellett, amivel eléri, hogy apja más helyet keressen az új síparadicsomának. |     |                                                                 |         |     |                                      |               |
| 40. | 9.  | Civakodó tv-sztárok / Civakodó tévésztárok (Winkle/Wicks World) |         |     | 1994. november 12. 1996. június 24.  | 309           |
| Egy új feladatnak megfelelően a baráti társaság kisebb csoportokra oszlik, hogy különböző tv-s produkciókat kreáljanak. Tony és Sly végül Sam ötletét követve alkotják meg a "Goo-Ga-Moo Srácok" műsort. Tiffany és Mark egy szörfös oktató-bohózatot, Lorena, Sam és Jake pedig bűnügyi filmet készítenek. Habár Tony és Sly a produkciójukra egyest kapnak, egy tv-stúdiót vezető férfi felfigyel rájuk, és igazi tv-ben, saját műsort ajánl nekik. A műsor nagy sikert arat, ám végül az emiatt kialakult feszültség vezet oda, hogy Tony és Sly élő műsorban hajba kapnak. Ezzel persze mind a szerződésük, mind pedig a barátságuk ugrik. Időközben Lorena munkát szerez a bandának a történelmi társaság sznob báljára, amelyen váratlanul Tony és Sly is megjelennek, és nézőként olyan jól szórakozik a banda új stílusú hárfás-furulyás zenéjén, hogy rögtön ki is békülnek.                                                                                             |     |                                                                 |         |     |                                      |               |
| 41. | 10. | Bálnák és szerelem (Daddy's Girl)                               |         |     | 1994. november 19. 1996. június 21.  | 310           |
| Mark új számítógépes programmal állít be, amely kimutatja, hogy kihez milyen ember illik. Tiffany ennek segítségével szeretné magányos apját egy nővel összehozni. Talál is egy szintén tengerkutató biológust, majd egy "véletlen" találkozást szervez a Sharkey's-ban az apja és a nő között. A randi olyan jól sikerült, hogy idővel Tiffany és az apja egyre kevesebb időt töltenek el együtt, ami szomorúsággal és dühvel tölti el a lányt. Később Tiffany egy, az Arielről szerzett részinformáció miatt tönkreteszi apja romantikus estéjét. Ennek következményeképpen Paul és Ariel szakítanak, mivel a nő nem akar apja és lánya közé állni. Ariel ráadásul másutt akarja kutatásait folytatni, s úgy dönt, elköltözik. Tiffany rájön, hogy nagy hibát követett el, ezért bocsánatot kér önzősége miatt apjától, és ismét összehozza őt Ariellel. |     |                                                                 |         |     |                                      |               |
| 42. | 11. | Tony, a nagy király (Family Tree)                               |         |     | 1994. november 26. 1996. június 27.  | 311           |
| Az iskolai családfa-kutatási program keretében mindenkinek ősei után kell nyomoznia, és erről beszámolót készíteni. Tiffanyt teljesen kiborítja a kutatás, Smith családneve tömegesen fordul elő. Jake kideríti, hogy dédszülei lengyelek voltak, Lorena pedig azt, hogy Mexikó egykori miniszterelnöke is a rokonai közé tartozik. Miután Sam is nagy múltú családdal büszkélkedhet, Tony kitalál egy történetet, mely szerint ő királyi sarj, mivel nem akar szégyenkezni amiatt, hogy családfája a rabszolgaságig nyúlik vissza. Mark csajozni kezd, miután Sly közli vele, hogy ők minden idők legnagyobb csábítójával, Casanovával állnak vér szerinti kapcsolatban. Végül, minden hazugságra fény derül. Sly bevallja, hogy családja mindig is a hazugságokról volt híres. Tony is észhez tér, és újabb előadást tart családfájáról, elmondva azt, hogy családja nem gazdagságot vagy hírnevet, hanem önbizalmat, méltóságot, büszkeséget és tudást hagyott rá.             |     |                                                                 |         |     |                                      |               |
| 43. | 12. | Harley és cigi (Harley and the Marlboro Man)                    |         |     | 1994. december 7. 1996. június 28.   | 312           |
| Jake motorkiállításra szeretné vinni a járgányát, ezért annak esztétikai tuningolásába kezd. Ehhez segítsége is akad, mert Frank bácsikája a városba érkezik. Miután Jake meglátja, hogy egykori mestere dohányzik, ő is rágyújt. A többiek tudomást szereznek erről, mire a fiú megígéri, hogy abbahagyja cigizést, amint befejezték a motort. A többiek közben a tengerparton töltik az idejüket, ahol találnak 500 dollárt egy dobozva zárva, s míg a tulajdonos jelentkezésére várnak, Sly álruhában megpróbálja megkaparintani az összeget. Jake befejezi motorja felújítását, de a cigarettázást tovább folytatja, még a többiek ultimátuma sem érdekli. Miután azonban a fiú megnyeri a versenyt, Frank bácsikája közli vele, hogy tüdőrákja van, és hamarosan meg fog halni. Jake teljesen kikészül, de végül ennek hatására dobja el a cigit. A banda eztán egy dohányzásellenes jótékonysági estet rendez a Sharkey's-ban.                                              |     |                                                                 |         |     |                                      |               |
| 44. | 13. | Balesetmentes hét (Rebel Without a Nerve)                       |         |     | 1994. december 10. 1996. július 1.   | 313           |
| Mr. Blumford, az iskolaigazgató különös rekord felállításán fáradozik: az iskolai tulajdonban való károkozástól mentes 1000 óra. Tony a rekordok könyvébe kerülésért, Sly a szurkolólányok miatt vállalja a biztonsági felügyelő szerepét, de Tony az iskolán kívül sem tud kibújni feladatköréből, amivel kezdi idegelni barátait. Egy új srác, Tommy jelenik meg a suliban, aki Jake babérjaira kíván törni, ezért kihívja őt egy motorversenyre. Jake azonban másnap összetöri a motorját a Sharkey's-nál, ezért lefújja a versenyt. Ezt követően az önelégült Tommy az iskolatársai megfélemlítésébe kezd, miközben Jake úgy dönt, hogy többé nem ül motorra. Tommy Jake-kel is kötekedni kezd, mire a fiú odaadja féltve őrzött bőrdzsekijét a srácnak. Mikor azonban Tommy Lorenára is szemet vet, Jake-nél elszakad a cérna, és a két fiú ismét a verseny mellett dönt. A motorverseny végül Tommy visszakozása miatt elmaradt, s az iskolai rekordkísérlet is dugába dől. |     |                                                                 |         |     |                                      |               |
| 45. | 14. | Bokszos Blue Band / Boxos blú-band (Boyz 'r Us)                 |         |     | 1994. december 17. 1996. június 19.  | 314           |
| Tony régi barátja, Darren megjelenik a városban. Kiderül, hogy harmadik társuknak, Juniornak nem túl jól alakultak a dolgai, mióta Tony otthagyta őket. Belekeveredett egy rosszarcú bandába, összeverték, s jelenleg kómában fekszik. Darren egyenlíteni akar, Tony viszont lelkileg teljesen kikészül, mivel nem kenyere a bosszúállás. Később kiderült, hogy Junior teljesen lebénult, emiatt viszont Tony elveszti józan ítélőképességét, és csatlakozik Darrenhez, hogy megfizessenek barátjukért. Mikor azonban Darren pisztolyt ránt, hogy így álljon bosszút, Tony ismét észhez tér, végül pedig sikerül ráébresztenie Darrent is a bosszúállás értelmetlenségére. A bandának eközben más problémája akad, nincs pénzük, mivel nem kaptak fellépésre vonatkozó ajánlatot. Mindannyian kénytelenek Sly tanácsát követve küldöncködni és táviratokat énekelni. Habár időközben Sly zenés melót is szerez a bandának, bohóckodásukkal végül elbukják a lehetőséget.          |     |                                                                 |         |     |                                      |               |
| 46. | 15. | Üzletelni nehéz (Junior Achievement)                            |         |     | 1994. december 24. 1996. június 10.  | 315           |
| Egy közgazdasági iskolai feladatból kifolyólag a banda tagjai üzleti terveken törik a fejüket, ha ugyanis használható ötlettel állnak elő, a tanár 500 dollár kezdőtőkét ad nekik. Tony súlyos náthával szenved, Sam a dédnagyanyja gyógynövényes italával próbálja enyhíteni kínjait. A többieknek innen jön az ötlete, hogy ezzel a gyógyfőzettel fognak kereskedni. A csapat Lorenáéknál áll neki a tea gyártásnak, s reklámfilmjüknek köszönhetően, egyre több pénzt gyűjt össze, igaz hirdetéseik és a hozzávalók rengeteg pénzt fel is emésztenek. Sam eztán úgy dönt, hogy az egyik drága alapanyagot egyszerűbbre, olcsóbbra cseréli, hogy végre nyereségük is legyen. A dologba azonban egy apró hiba csúszik, mivel jelentkeznek az újfajta növény mellékhatásai, a vásárlók pedig visszakövetelik a pénzüket. Sam másnap az iskolában elismeri hibáját, amit a tanára ötössel jutalmaz.                                                                                |     |                                                                 |         |     |                                      |               |
| 47. | 16. | A kincskeresők (The Treasure of PCH)                            |         |     | 1994. december 31. 1996. június 11.  | 316           |
| A banda a tengerparton koncertezik, amivel aztán 1000 dollárt keresnek. Miközben mindenki előre örül jövőbeni gazdagságának, Lorena aggodalmát fejezi ki Jake-nek, mert szerinte a pénz tönkre fogja tenni a egymás közt fennálló barátságokat. Jake nem hiszi ezt el, ezért fogadást kötnek. Hogy bizonyosságot nyerjenek, elhitetik a többiekkel, hogy évtizedekkel ezelőtt valaki elrejtett a közelben 5 millió dollárt. Persze azonnal kezdetét veszi a kincskeresés, de egy idő után elmérgesedik a társaság tagjai között a helyzet. A kincskeresők időközben azonban rájönnek, hogy az egész csak átverés volt, ezért bosszút esküsznek. Így talál Jake és Lorena a Sharkey's-ban, egy tarsolyban egy maroknyi, gyémántnak tűnő követ, és persze azonnal össze is vesznek. A civakodást barátaik szakítják félbe, így a páros rögtön rájön, hogy saját csapdájukba estek. Végül mindannyian belátják, hogy a kapzsiság valóban tönkre teheti a barátságot.                 |     |                                                                 |         |     |                                      |               |
| 48. | 17. | Tiffani aranya (Tiffani's Gold)                                 |         |     | 1995. január 7. 1996. június 4.      | 317           |
| A Nemzeti Röplapdaszövetség válogatóbizottsága a városba érkezik, s Tiffani emiatt minden idejét edzéssel tölti. A lányban azonban idővel kisebbségi érzés alakul ki, amiért a többiek nagyobbak, erősebbek és gyorsabbak nála, ezért megkéri Sly-t, hogy szerezzen neki doppingszert. Sly, Tony és Mark közben fogadást kötnek, és megrendezik hármuk között a "Mr. Bika" versenyt, amelyre Samet és Lorenát jelölik ki döntőbíróknak, ám a két lány úgy dönt, hogy a versenyben részt sem vevő Jake nyerte azt. Sly közben figyelmezteti a többieket, hogy Tiffani szteroidokhoz nyúl. Tiffani még aznap bejut a válogatottba, mire a barátai közlik vele, hogy aggódnak miatta. A lány elsőre letagadja a dolgot, majd kifakad s dühében törni-zúzni kezd, végül azonban sírva fakad, s elismeri, hogy rossz útra tért. Tiffani eztán tanácsadóhoz fordul, hogy visszatérhessen régi önmagához és barátaihoz.                                                                  |     |                                                                 |         |     |                                      |               |

### Negyedik évad (1995-1996)
| Sor. | Év. | Cím                                             | Rendező | Író | Premier                               | Gyártási szám |
| --- | --- | ----------------------------------------------- | ------- | --- | ------------------------------------- | ------------- |
| 49. | 1.  | Fiúk tüllszoknyában (Two Too Much)              |         |     | 1995. szeptember 9. 1996. július 2.   | 401           |
| Sly, Mark és Tony úgy döntenek, balettórákra fognak járni, hogy lányokkal ismerkedhessenek. Jake féltékenykedni kezd, miután kiderül, hogy Tiffaninak randija lesz. Lorena és Jake eztán egyre többet veszekednek, ráadásul a fiú még Tiffani és Keith randiján is megjelenik. Persze mind Jake-ből, mint a lányból előtörnek a sérelmek. Keith rádöbbenti őket arra, hogy még mindig szeretik egymást. Jake eztán elhatározza, hogy megmenti Lorenával való kapcsolatát, de ismét csúnyán összevesznek. Jake meglepő ajánlatot tesz Tiffaninak, de a lány dühösen elutasítja a fiút. Később Lorena és Jake szakítanak. Tony élvezni kezdi a balettet, és úgy dönt, színpadra viszi saját koreográfiáját. Sly és Mark azonban rózsaszín tütüt húzva tönkre teszi Tony munkáját. Jake bevallja Tiffaninak, hogy nagyon fontos ő a számára, de csak mint barát, ugyanis nem akar újra kockázatot vállalni egy kapcsolatban. Ennek ellenére mégis elcsattan közöttük egy csók.                                       |     |                                                 |         |     |                                       |               |
| 50. | 2.  | Boldog Valentin-napot! (My Valentine)           |         |     | 1995. szeptember 16. 1996. július 8.  | 402           |
| Sam és Tony már hét hónapja együtt vannak, ezért a fiú a Valentín-nap közeledtével különleges ajándékkal akarja meglepni kedvesét. Sly ráébreszti barátját arra, hogy hiába vesz értékes dolgot Samnek, a lány az érettségi után, négy hónap múlva, akkor is visszaköltözik Hongkongba. A fiú ettől őszintén megijed, ezért miután ír egy szerelmes dalt Samnek, meg is kéri a kezét. A lány habozás nélkül igent mond. A többiek megpróbálják ráébreszteni őket arra, hogy még éretlenek a házassághoz, de Sam és Tony egészen addig kitartanak döntésük mellett, amíg ki nem derül, hogy egyikük sem merte bevallani az eljegyzést a szüleiknek. Végül a pár nem csak az esküvőt fújja le, de szakítanak is. A Valentin-napi bulin Tiffani egy bőrdzsekire való Harley-emblémával, Jake pedig egy szörfruhával lepi meg szerelmét. Kiderül azonban, hogy az ajándékért a fiú a bőrdzsekijétől, a lány pedig a szörfdeszkájától vált meg. A bulin Tony és Sam is megjelenik, s végül kibékülnek.                 |     |                                                 |         |     |                                       |               |
| 51. | 3.  | Tiffani igazgatónő (Principal Tiffani)          |         |     | 1995. szeptember 30. 1996. július 12. | 403           |
| Mr. Blumford, az iskolaigazgató – a lány kézzel-lábbal való tiltakozása ellenére – Tiffanit nevezi ki egy hét erejéig igazgatónak. A lányt azonban senki sem veszi komolyan. Jake megpróbálja rávenni barátai arra, hogy a bliccelő-napot a lány igazgatósági idejének lejárta után tartsák meg. A fiú egyúttal tanáccsal látja el Tiffanit, mire a lány durván bekeményít, s hangosbemondóval mindenkit az őrületbe kerget. A többiek ráveszik Samet arra, hogy a közeledő vizsgákra korrepetálja őket fizikából. A különféle kísérletek azonban balul sülnek el. Megelégelve a dolgot, a banda úgy dönt, hogy mégiscsak bliccelő-napot tartanak. Tiffani csalódottan veszi tudomásul kudarcát, Mr. Blumford azonban ellátja őt jó tanáccsal. A lány eztán a napot biflázó-napnak nyilvánítja, amikor is mindenki iskolán kívül tanulhat. Erre még maga Mr. Blumford sem tud mit szólni, s ezért a diákok persze Tiffanit éltetik. A lány eztán bocsánatot kér barátaitól, ők pedig viszont.                     |     |                                                 |         |     |                                       |               |
| 52. | 4.  | Randevú két lánnyal (The Dateless Game)         |         |     | 1995. október 7. 1996. július 15.     | 404           |
| Tiffani a Jake-kel való előző kapcsolata rekordjának megdöntése miatt aggódik. Mark és Sly egy jótékonysági est párkereső programján vesznek részt. Tony és Jake elkísérik a két Winkle-t. A harmadik srác váratlanul visszalép, ezért a fiúk meggyőzik Jake-et, hogy nevezzen be, de tegyen meg mindent azért, hogy veszítsen. A leányzó, Terri azonban mégis a magát hülyének tetető Jake-et választja. A fiú úgy dönt, belemegy a dupla randiba, és habár Sly és Mark is besegítenek, Jake végül lebukik Tiffani előtt, aki dühösen kiadja a fiú útját. Tony azt javasolja nekik, hogy ők is játszanak párkeresős játékot, ahol három lány közül Jake-nek ki kell választani Tiffanit. A dolog azonban mégsem annyira egyszerű, mint ahogy azt a fiú gondolta, s végül feladja a játékot. Mielőtt azonban távozna, Jake a fal másik oldaláról vallomást tesz kedvesének. Ez már Tiffanit sem hagyja hidegen, s végül a szerelmesek kibékülnek.                                                                 |     |                                                 |         |     |                                       |               |
| 53. | 5.  | A bukott bálvány (Fallen Idol)                  |         |     | 1995. október 14. 1996. július 10.    | 405           |
| Sam nagybátyja szerencsesütiket küld a fiataloknak. Tony az üres sütije miatt mindenütt a szerencsétlenséget lesi, miközben Markot a jószerencse kíséri. A fiú emiatt kárörvendővé válik, s a balszerencse végül átragad rá. Jake jóslata is beteljesül, és találkozik ihletőjével, Zane Walkerrel, aki miatt a zenei pályára lépett. A banda úgy dönt, felkeresik a férfit, s meggyőzik, hogy hallgassa meg őket. Zane-nek megtetszik a banda zenéje, ezért másnap, menedzsere jelenlétében megkéri őket, hogy énekeljék el a legújabb dalukat is. A banda egy héttel később viszonthallja a rádióban dalukat, amelyet Zane énekel és a sajátjának mond. Jake magyarázatot próbál keresni a dologra, ezért úgy dönt, barátaival elmegy az énekes sajtóértekezletére. Jake rendezni próbálja a félreértést Zane-nel, mire a férfi egyszerűen bevallja a fiúnak, hogy valóban átverte őt, mert nem érdekli, hogy milyen áron, de sztár akar maradni. Jake nagyot csalódik bálványában.                             |     |                                                 |         |     |                                       |               |
| 54. | 6.  | Sly a bíróság előtt (Defending Sly's Life)      |         |     | 1995. október 21. 1996. július 18.    | 406           |
| Sly álmában a korábban elkövetett tettei miatt – mint a világ legönzőbb embere – a barátaiból verbuvált bíróság elé kerül. Előbb Lorena, majd Tiffani, az ügyész idéznek fel több esetet is Sly bűnösségére vonatkozóan. Eztán Mark és Sam is a tanúk padjára kerül, és mindketten igyekeznek bebizonyítani, hogy Sly hazug, kapzsi, fukar, hataloméhes és egoista. Sly ügye tehát igencsak veszni látszik, mivel maga a bíró, Jake is részrehajló az kérdésben, így végül Tony, Sly ügyvédje próbálja megvédi a fiú becsületét. Mikor azonban Tony-nak eszébe jut a "Goo-Ga-Moo Srácok" műsor bukása, ő is a fiú torkának esik. Ezek után Sly egyedül kísérli meg a lehetetlen. Előbb azt meséli el, amikor őszintén bocsánatot kért Marktól a fiú gyerekkori megszégyenítése miatt, majd azt, amikor összejött Allisonnal. A fiú Tiffani szteroidos esetét is felidézi, s habár beismeri bűnösségét, a többiek megenyhülnek irányába, ezért Jake végül felmenti Sly-t a vádak alól.                             |     |                                                 |         |     |                                       |               |
| 55. | 7.  | A titkos hódoló (Secret Admirer)                |         |     | 1995. november 4. 1996. július 9.     | 407           |
| Lynn, a Sly által úthengernek csúfolt lány, 16. születésnapjára készül, amire 200 $-ért szerződtetni akar egy bandát. Sly, hogy megszerezze a pénzt, udvarolni kezd a molett leányzónak. Idővel a fiúnak lelkiismeretfurdalása támad, ezért úgy dönt bevallja Lynnnek az igazat. Mark szerelmes verset ír egyik osztálytársának, Molly-nak, de a költemény véletlenül Lorenához kerül. Később Jake azt hiszi, hogy Lorena, Tiffani azt hiszi, hogy Jake, Tony pedig azt hiszi, hogy a tanárnője írta neki a verset. Miután kiderül, hogy a szerelmes verset ki írta kinek, Tiffani megharagszik Jake-re, amiért az félrevezette. Jake eztán szerelmes verset ír kedveséhez, az viszont Molly-hoz kerül, aki emiatt nem foglalkozik Markkal. Lynn lemondja születésnapi partiját, de a bandát mégis kifizeti. Sly ennek ellenére egyáltalán nem boldog. A fiú később bocsánatot kér a lánytól, s visszaadja neki a pénzét. Egyúttal egy bulit is szervez Lynnek a Sharkey's-ban, amelynek költségeit ő állja.      |     |                                                 |         |     |                                       |               |
| 56. | 8.  | Az öreg (Old)                                   |         |     | 1995. november 11. 1996. július 5.    | 408           |
| Tiffani bemutatja barátainak az idősebb szörfnemzedéket. Míg a többiek tisztelettel, Sly lenézően tekint az öregekre. A banda úgy dönt, fellép a Sharkey's-ban, a senior szörfözők partiján. Sly eközben Lorenáéknál ledől a kanapéra pihenni. A fiú később öregként ébred fel, és mivel az állapota nem változik, megpróbál beletörődni helyzetébe, de továbbra is dühíti a dolog, ezért igyekszik megtudni, hogy mi a jó az idős korban. Az öregek eztán bebizonyítják neki, hogy ők bizony nem fölöslegesek. Sly már épp élvezni kezdi a helyzetet, mikor a banda közli vele, hogy nincs rá többé szükségük, mivel új, fiatal menedzsert akarnak, továbbá a fiú fejéhez vágják, amit korábban ő mondott az öregekről. Sly eztán ténylegesen is felébred az álmából, s megbánva, amit tett, gyorsan a Sharkey's-ba siet, ám ott megtudja, hogy az egyik öreg, Hank szívrohamot kapott, s kórházba került. Sly odasiet, s nem csak bocsánatot kér az idős férfitől, de lelket is önt belé.                       |     |                                                 |         |     |                                       |               |
| 57. | 9.  | Tony a kórházban (Operation Tony)               |         |     | 1995. november 18. 1996. július 4.    | 409           |
| Egy Sharkey's-os fellépés után Tony válla kificamodik Sly miatt. A fiú – attól félve, hogy barátja bepereli – eztán szokatlanul kedvesen viselkedik Tonyval. A kórházban kiderül, hogy porcleválás miatt Tony-t meg kell műteni. A fiú bepánikol, s azt hiszi, meg fog halni. Lorenának megtetszik az egyik fiatal orvos, ezért ráveszi Tiffanit, hogy vetesse fel őt is kisegítő ápolónőnek. Lorena eztán mindent elkövet, hogy a doki felfigyeljen rá. Tiffani elmondja Lorenának, hogy csak akkor fogja őt észre venni Joe doktor, ha keményen dolgozik. A lány tanácsa célt ér, de az orvos mégis elutasítja a lány közeledését, mondván, hogy kolléganővel sose kezd. Tony teljesen kikészül a rá váró operáció miatt, ezért megszökik a kórházból. Végül Sly veszi rá barátját arra, hogy menjen vissza a kórházba. A műtét sikerül, Tony pedig köszönetet mond barátainak. |     |                                                 |         |     |                                       |               |
| 58. | 10. | Önkéntes munka (Community Service)              |         |     | 1995. november 25.                    | 410           |
| Tiffani meggyőzi barátait, hogy ők is végezzenek karitatív tevékenységet a jótékonysági héten. Tony és Jake ételkészítést és -kihordást vállal, ám végül valamennyi szállítmány Jake hasában köt ki; Mark a tengerpart-tisztítás mellett dönt, csakhogy ezzel eltávolíthatatlan szagot szed magára; Sam a véradásra igyekszik rábírni a diákokat, sikertelenül. Tiffani és Sly eközben a tinédzsereken segítő telefonos forróvonalnál helyezkedik el, habár a fiút csak a szintén ott tevékenykedő lányok érdeklik. Ezért aztán, amikor költségvetési gondok miatt meg akarják szüntetni a forróvonalat, Sly felajánlja az együttes következő fellépésének bevételét. Később, mikor Sly egyedül megy vissza a telefonközpontba a neki ígért, különleges trófea miatt, a telefon váratlanul megcsörren, a vonal másik végén az apjában csalódott Douggal. Sly kezdetben igyekszik lerázni a fiút, ám végül mégis meghallgatja a problémáját. Sly eztán belátja barátainak, hogy tényleg jó dolog másokon segíteni. |     |                                                 |         |     |                                       |               |
| 59. | 11. | Gyógyítsuk meg a partot (Heal the Bay)          |         |     | 1995. december 2. 1996. június 5.     | 411           |
| A csapat a tengerpartra készül, de kiderül, hogy olyan szennyezett, hogy óva intik őket a víztől. Tiffani és Mark önkéntesként szemetet szednek a parton. Tony hülyeségnek találja az egészet, amíg rémálma nem lesz, ami miatt környezetvédelmi aktivistának áll. Sam úgy gyanítja, hogy Jake és Lorena titokban találkozgatnak. Ez persze civakodáshoz vezet a fiú és a lány között, később azonban flörtölni kezdenek egymással. Tony egyre inkább a barátai idegeire mire, de közben sikerül megbeszélnie egy randit a kiszemelt hölggyel. A többiek – akikben a bosszúálló kisördög bujkál – felajánlják, hogy segítenek neki egy igazi környezetvédő randit összehozni. Tony randija csúfos kudarcba fullad, s a fiú nevetség tárgyává válik. Később a barátai bocsánatot kérnek a fiútól, mire az belátja, hogy kissé elvetette a sulykot. A banda végül úgy dönt, hogy jótékonysági koncertet tart a környezet tisztaságáért.                                                                             |     |                                                 |         |     |                                       |               |
| 60. | 12. | Hoppá! (Woo-ops)                                |         |     | 1995. december 30. 1996. július 3.    | 412           |
| Mikor Mr. Woo üzleti útja miatt Kaliforniába érkezik, lányát egy hitelkártyával ajándékozza meg, de egyúttal Sam lelkére köti, hogy a pénzt csak vészhelyzet esetén használhatja. Sam azonban nem tud ellenállni a kísértésnek, s végül a kártyán lévő 1000 dollárt egy nap alatt elkölti. Mr. Woo annyira megharagszik rá, hogy közli vele, hogy egy hét múlva haza kell költöznie Hongkongba. A lány barátai biztatására eladja újonnan vett ruháit, állást szerez a Sharkey's-ban, s matekoktatást is vállal, hogy visszatudja fizetni tartozását. Tiffani teljessé teszi Barbie-baba gyűjteményét. A kollekcióra egy gyűjtő is felfigyel. Jake véletlenül tönkre teszi az egyik babát, de szerez helyette egy másikat. Tiffani végül úgy dönt, babáit inkább egy árvaháznak ajándékozza. Mr. Woo hamarabb érkezik vissza San Franciscóból, így Sam nem tudja összeszedni a szükséges pénzt. Apja ennek ellenére megbocsát neki, s megengedi, hogy lánya továbbra is Kaliforniában maradjon.                   |     |                                                 |         |     |                                       |               |
| 61. | 13. | A téli fesztivál (We'll Always Have Aspen)      |         |     | 1996. január 6. 1996. június 13.      | 413           |
| A csapat a szünidőt továbbra is a hegyekben tölti, s mivel Mr. Costának sürgős ügyben el kell utaznia, Lorena veszi át a szálloda vezetését és a téli fesztivál megszervezésének feladatát. Jake véletlenül kiüti a szerződtetett hóbohócot, ezért Lorena őt állítja be a helyére. Közben a szállodába érkezik az év síbajnok jelölte, Jenny Stevens. Később kiderül, hogy Jenny Mark számára egykor a nagy szerelem volt, s még mindig nem heverte ki, hogy a lány faképnél hagyta őt, s a szerelem helyett inkább a karriert választotta. A barátai úgy döntenek, hogy összehozzák őket. Mark és Jenny végül ismét egymásra találnak, s egy napra megszöknek a lány edzője elől, hogy felhőtlenül tölthessék a napot. Másnap – ez alkalommal – Mark dönt az elválás mellett, mivel rádöbben, hogy Jenny élete a síelés, ezért a fiú végül fájó szívvel és azon szavakkal búcsúzik el a lánytól, hogy már kétszer egymásra találtak, harmadszorra is sikerülni fog.                                              |     |                                                 |         |     |                                       |               |
| 62. | 14. | A huncut Lorena (Lorena's Place)                |         |     | 1996. március 30. 1996. július 11.    | 414           |
| Lorena barátai segítségével próbálja meghódítani az iskolába érkező új fiút, akit csak azok a lányok érdekelnek, akik hozzá hasonlóan foglalkoznak a költészettel. Ezért, mivel a Costa-szülők elutaznak, a banda Lorenáéknál irodalmi kávéházat nyit. Miközben Tony kávéfüggővé válik, Lorena jobb ötlet híján apja, anyjának írt versét olvassa fel Allennek, aki végül a költeménnyel együtt távozik. Másnap Allen boldogan vallja be a lánynak, hogy versét szívébe és elméjébe véste. Egy csók után Lorena mégis bevallja a fiúnak az igazat, aki erre dühösen megsemmisíti az irományt. A banda újabb irodalmi estet szervez, remélve, hogy ott Allen is megjelenik és elszavalja a Costa-verset. A terv beválik, ráadásul a fiú bevallja Lorenának, hogy a hazugság ellenére nagyon megtetszett neki. A Costa-szülők azonban váratlanul hazaérnek. A kávé miatt felpörgött Tony-nak hála a helyiségben hamar rend terem, így csak Lorena elszólása miatt derül fény a kávéházra.                           |     |                                                 |         |     |                                       |               |
| 63. | 15. | Sly és a táncverseny (Dancing Isn't Everything) |         |     | 1996. április 6. 1996. július 16.     | 415           |
| Tiffani álmoskönyve segítségével arra a következtetésre jut, hogy Tony szeretné Jake-től átvenni a banda vezetését, valamint, hogy Sly belezúgott Lorenába. A lány eközben profi táncpartnerével a Sharkey's-os táncversenyre készül. André azonban lesérül, így a lány elfogadja Sly felajánlását. Tony kritizálni kezdi Jake-t, így végül a fiú átengedi barátjának a banda irányítását. Kiderül, hogy Sly egyáltalán nem tud táncolni. Lorena sértegetni kezdi a fiút, aki eztán kiszáll a versenyből. A többiek Lorena tudomására hozzák, hogy Sly szerelmes belé. Az információt kihasználva Lorena flörtölni kezd Sly-jal, és ráveszi, hogy mégiscsak legyen a partnere a másnapi versenyen. Mikor azonban André ismét feltűnik a színen, Lorena párcserét követel. Egy Sly által küldött üzenet végül észhez téríti a lányt, aki emiatt otthagyja a versenyt, és bocsánatot kér a fiútól. Tony időközben belátja, hogy nem képes a banda irányítására, így visszaadja a posztot Jake-nek.                  |     |                                                 |         |     |                                       |               |

### Ötödik évad (1996)
| Sor. | Év. | Cím                                                       | Rendező | Író | Premier                               | Gyártási szám |
| --- | --- | --------------------------------------------------------- | ------- | --- | ------------------------------------- | ------------- |
| 64. | 1.  | Maradj hűséges (Stand by Your Man)                        |         |     | 1996. szeptember 7. 2000. január 10.  | 501           |
| Jake állást vállal egy szerelőműhelyben, amelynek vezetője a csinos és fiatal Mel. Lorena és Sam folyamatosan célozgatásai miatt Tiffani egy idő után féltékenykedni kezd, s, mikor Jake már a sokadik randit mondja le a túlórázásai miatt, a lányok úgy döntenek, hogy motoros szerkót húznak, szakállt öltenek, és a műhelybe mennek, hogy a fiú után nyomozzanak. A három lány azonban lebukik, aminek következményképpen Jake búcsút mondhat a munkájának, Tiffani pedig Jake-nek, aki a történtek miatt megharagszik a lányra. Tony és Sly egy videóversenyen akarnak indulni kandikamerájukkal, az átverések alanyának pedig Markot szemelik ki. Ám minden fordítva sül el, és mindannyiszor a két fiú esik bele saját csapdájába, így végül Mark indul a versenyen a Tony és Sly szerencsétlenkedéseit megörökítő videóval. Miután Tiffani megérti, hogy Jake-et igazából az bántja, hogy ő nem bízott meg benne, a szerelmesek sokadszorra is kibékülnek.                                    |     |                                                           |         |     |                                       |               |
| 65. | 2.  | És mégis mozog a Föld (Shaken, Rattled and Rolled)        |         |     | 1996. szeptember 14. 2000. január 11. | 502           |
| Földrengés rázza meg Kaliforniát, épp akkor, amikor Tony dobolni kezd, ezért a fiúban fóbia alakul ki. Sly elcseni Joey D'rico, a menő zenei producer szemetét, hátha talál benne valami használhatót, amivel elérhetné, hogy a férfi meghallgassa a bandát. Tiffani állást vállal egy állatmenhelyen, ahonnan a lány, Mark, Jake és Tony néhány napra befogadnak egy-egy kutyát, Sly egy iguána, Sam pedig – Lorena tiltása ellenére – egy nyúl ideiglenes gondozását vállalja magára. Sly kieszközöl egy meghallgatást Joey D'riconál, Tony-n azonban elhatalmasodik a félelem, így fuccsba megy a fellépés. Később egy újabb földrengés Tony elhatározását – mely szerint Ohioba költözik – csak még inkább megerősíti. Tiffani otthagyja a menhelyet, miután rájön, hogy amennyiben egy állat nem talál végleges otthon, elaltatják. Lorena végül valamennyi kutyát és a nyulat is befogadja, Tony pedig legyőzi fóbiáját.                                                                        |     |                                                           |         |     |                                       |               |
| 66. | 3.  | A remek Sly (Honest Sly)                                  |         |     | 1996. szeptember 21. 2000. január 12. | 503           |
| Sly állás szerez magának Gyémánt Dokinál, a használtautó-kereskedőnél. Miután Sam pénzt kap Tse-Tse bácsikájától arra, hogy autót vegyen, Sly – a kecsegtető részesedés fejében – rásóz a lányra egy igencsak rozzant autót. Később Sam egy oszlopba rohan, ám a lány vezetési stílusára való tekintettel, senki sem hiszi el, hogy a rossz fék volt a baleset okozója. Gyémánt Doki bevallja Sly-nak, hogy a fék valóban rossz volt. Mark ismét szerelembe esik, Lorena pedig ajánlatot tesz a fiúnak: hajlandó eljátszani a barátnőjét, hogy nagyobb sikere legyen Katie-nél, cserébe bizonyos szolgáltatásokért. Mark így válik idővel Lorena rabszolgájává, ugyanakkor valóban felfigyel a fiúra Katie, igaz ő is csak a leckéje megíratására valamint a kocsija lemosatására használja Markot. Miután Sly rájön, hogy többet érnek számára barátai, mint a pénz, egy élőben leadott reklám alatt durván kijátssza Gyémánt Dokit, aki emiatt kénytelen visszafizetni Samnek a pénzét.             |     |                                                           |         |     |                                       |               |
| 67. | 4.  | Csőre töltve (Mop N' Pop)                                 |         |     | 1996. szeptember 28. 2000. január 13. | 504           |
| Sly kifejleszt egy paintball jellegű játékot, amelynek a végén csak egy győztes maradhat. A diákokat hamar hatalmába keríti a játékőrület. Jake repülőgép-szerelő apja más állás híján pedellus lesz az iskolában. Habár a fiú eleinte még élvezi is, hogy állandóan együtt lehet apjával, egy idő után kezdi kellemetlenül érinti a dolog, s úgy érzi, a többiek lenézik őt és apját is. A helyzetet Sly beszólása súlyosbítja, aminek következtében elszáll Jake agya, s a fiúnak esik. Végül mindketten az igazgatónál kötnek ki, de a verekedés híre Mr. Sommers-hez is hamar eljut, aki eztán felmond. Sly durván megmondja barátjának a véleményét, mely szerint: hiába dolgozik az ő apja, Mr. Winkle egy divatos irodaházban, s hiába mondja, hogy szereti, még ahhoz is túl elfoglalt, hogy visszahívja őt, így nem érdekelni őt, ha apja wc-t pucolna, csak töltene vele egy kicsit több időt. Jake rájön, hogy barátjának igaza van, ezért nem csak tőle, hanem apjától is bocsánatot kér. |     |                                                           |         |     |                                       |               |
| 68. | 5.  | A kegyvesztett (Diss-Honored)                             |         |     | 1996. október 5. 2000. január 14.     | 505           |
| Samet megválasztják a díszegylet elnökének, ezzel pedig kitúrja Harvey Cramdont a posztjáról, aki Tony-n keresztül igyekszik megfúrni vetélytársát. Egy fotópályázat kapcsán Tiffaninak a matektanárával együtt a vizsgafeladatsort is sikerül megörökíti. Tony ezt titokban felhasználva csillagos ötöst szerez a vizsgán, így ő is bejut az egyletbe. Emiatt azonban megjelenik a fiú rossz és jó szelleme, előbbi Sly utóbbi Tiffani képében. Díszegyletbe való beiktatásakor Harvey csalással vádolja meg Tony-t, így a fiú kénytelen belemenni egy elme-párbajba, egyúttal viszont megvallja barátainak az igazat. Sly felajánlja a fiúnak, hogy segít neki tisztázni magát, ám ehhez egy újabb csalásra lenne szükség. Tony ehelyett valamennyi diáktársa előtt igazat ad Harvey-nak, aki az alkalmat Sam tekintélyének aláásására igyekszik felhasználni, ám ezzel csupán azt éri el, hogy Tony-nak megbocsátanak, őt viszont kitiltják az egyletből.                                          |     |                                                           |         |     |                                       |               |
| 69. | 6.  | Szédült serdülők (Reel Teens)                             |         |     | 1996. október 12. 2000. január 17.    | 506           |
| A Tini-Tekercs c. műsor egy hét erejéig Jake nyomába szegődik, hogy ő az szemszögéből mutassák be a tinédzsereket érintő problémákat, melyről a fiú bizton állítja, hogy neki olyan nincs. Ennek ellenére Jake azzal indítja a hetet, hogy elkésik a suliból, ráadásul Tiffani összevész vele, mert az ígérete ellenére nem javította meg az autóját. A műsorban a fiú barátai is felszólalnak, elmondva, hogy az ő esetükben mi váltja ki a stresszt. Tony problémáját leginkább mégis az őket követő kamerák jelentik, amelyekről állandóan megfeledkezik. Idővel Jake-en elhatalmasodni a stressz, miután Tiffani a kocsija, Sly pedig egy új dal megírása miatt zaklatni kezdi, miközben rendesen még arra sincs ideje, hogy a háziját elkészítse. A fiú rájön, hogy számára most a tanulás a legfontosabb, így arra fog koncentrálni. Az autószerelés elmaradását végül Tiffani elnézi, a Sharkey's-os fellépés pedig egy régi dal előadásával is nagy sikert arat.                              |     |                                                           |         |     |                                       |               |
| 70. | 7.  | Esélyek (Father Knows Bets)                               |         |     | 1996. október 19. 2000. január 18.    | 507           |
| Miután Tony a díjkiosztó bizottság tagjává válik, elkotyogja barátainak, hogy Jake lesz az, aki az iskola legrangosabb kitüntetését, a Himalaya-díjat nyeri. A mit sem sejtő fiú eztán értetlenül áll barátai megváltozott viselkedése előtt. Sly fülest kap a következő egyetemi baseball-meccs eredményére vonatkozóan, ezért fogadásokba kezd. Miután Sly kétszer is hatalmas összeget bukik, behajtók jelennek meg és elviszik a banda felszerelését. Jake teljesen kiakad, Tiffani azonban ellenzi Sly bandából való kirekesztését, és a többieket is ráébreszti arra, hogy a fiú annál nagyobb bajba kerül, minél inkább mellőzi őt az apja. Mikor a díjkiosztó-gálán Sly és Mr. Winkle is megjelenik, kemény szócsata kezdődik kettejük között. Sly minden sérelmét megosztja apjával, aki ezúttal is pénzzel akarja megoldani a problémát. Végül apa és fia rendezi kapcsolatát, s az is kiderül, hogy a Himalaya-díj győztese valójában Tony.                                                |     |                                                           |         |     |                                       |               |
| 71. | 8.  | Üzenet Hongkongba / Üzenet Hongkongból (Letters From Woo) |         |     | 1996. október 25. 1996. július 17.    | 508           |
| Sam videós üzenetet akar küldeni aggódó Tse Tse bácsikájának, hogy bebizonyítsa, hogy nincs egyedül. A lány ezért felidézi, hogy hogyan is kezdődött a kapcsolata mostani barátaival, amikor is fiúk fogadást kötöttek, hogy melyikük csókolja meg előbb a lányt. A banda eztán jön rá, hogy végül is Tony nyerte meg a fogadást, méghozzá azután, hogy ő és Sam az Internetes chatelésnek hála összejöttek. E két visszaemlékezés után kiderül, hogy Sly nem nyomta a felvétel gombot. Emiatt mindannyian Sly egy jó és egy rossz húzását is felidézik. További visszaemlékezések közben Lorena rádöbben, hogy az egészet az ő TV-Shopos kazettájára veszik fel, ezért kis híján megharagszik Samre. De hogy bebizonyítsa, hogy tud jóbarát is lenni, elmeséli, hogy hogyan segített leszokni Jake-nek a cigizésről. Végül két újabb visszaemlékezés után Sam ráébred, hogy mindig számíthat hat barátjára, akik számára egyszersmind a második család.                                              |     |                                                           |         |     |                                       |               |
| 72. | 9.  | Suli-buli (Senior Prom)                                   |         |     | 1996. november 2. 2000. január 20.    | 509           |
| Jake és Tiffani indulnak a bálkirály-bálkirálynő címért a végzős diákok bálján. Mivel Tony és Sam is így tesznek, elmérgesedik közöttük a helyzet, miközben Lorena és Sly fogadást kötöttek, hogy melyik páros nyeri meg a verseny. A fiú egyúttal munkát intéz a bandának az alsósok báljára, ám ezzel együtt az ő alsós báljukon történt Tiffani-Jake szakítás is állandóan szóba kerül. Mark ráveszi iskolatársnőjét, Ericát, hogy vele menjen a bálba, a lány később mégis lemondja az estét. Végül a fellépés és a bandabusz lerobbanása miatt mind a heten lemaradnak a bálról. Miután sikerül befogniuk az iskolai rádióadót, kiderül, hogy a győztes királyi páros a Markkal randit lemondó Erica és annak partnere lett. Eztán ismét mindenki-mindenkivel összevész, Mark viszont megelégeli a dolgot, és csúnyán kioktatja barátait, amiért azok egy hülye népszerűségi verseny miatt eltolják életük egyik legjobb estéjét. A banda belátja a fiú igazát, és bocsánatot kérnek egymástól.  |     |                                                           |         |     |                                       |               |
| 73. | 10. | Forgatás és féltékenység (Babewatch)                      |         |     | 1996. november 9. 1996. június 25.    | 510           |
| A Babewatch forgatóstábja a városba érkezik. Tiffani szerepet kap egy szörfös jelenetben, Tony pedig meghallgatásra jelentkezik. Jake közben folyamatosan nem tetszését fejezi ki a sorozattal kapcsolatban, majd Tony meghallgatásán véleményét meg is osztja a rendezővel, aki emiatt asszisztensi állás ajánl a fiúnak. A heti epizódszerepre közben mégsem Tony-t, hanem Samet szerződtetik. A fiút azonban mégsem ez, hanem az borítja ki teljesen, hogy a szerep szerint a lánynak lenne egy szenvedélyes csókjelenete a filmben. Tony féltékenysége tovább nő, miután Sam és a főszereplő, Dann Hazakoff találkozót beszélnek meg a Sharkey's-ban. Tony később közli Sammel, hogy nem képes felvenni a versenyt egy tv-sztárral, ezért inkább kilép az életéből. Tiffani eközben lebőg a kamera előtt, Jake pedig megelégeli, hogy a rendező titkárnőjének szerepét játssza, ezért dühösen felmond. Sam és Tony végül kibékülnek.                                                              |     |                                                           |         |     |                                       |               |
| 74. | 11. | Szerelmes levelek (Love Letters)                          |         |     | 1996. november 16. 2000. január 21.   | 511           |
| Az évfolyamkönyv készítése során kiderül, hogy a banda valamennyi tagja megbánt valamit a középiskolai évek alatt. Tiffani ráveszi barátait arra, hogy pótolják be az elmaradott dolgokat, hogy ne kelljen megbánniuk semmit, mikor elhagyják az iskolát. Másnap valaki szerelmes levelet küld Lorenának. Később, miután újabb leveleket, majd egy plüssmackót és egy csokor vörös rózsát is kap, Lorena szerelembe esik titkos imádójába. Mikor Jake megtudja, hogy Sly írogatja a lánynak a leveleket, megpróbálja rábeszélni a fiút arra, hogy valljon színt Lorenának. Mielőtt azonban ezt Sly megtehetné, egy másik fiú, John elhappolja előle a lányt. Habár Sly mindent elmond Lorenának, az egy szavát sem hiszi. A lány másnap rájön, hogy John hazudott neki. Sly tudatja Lorenával, hogy fél a kudarctól, ám – mivel nem akar megbánni semmit – egyúttal szerelmét is megvallja neki. Ezek után már Lorena is mer kockáztatni, s megcsókolja a fiút.                                       |     |                                                           |         |     |                                       |               |
| 75. | 12. | Diplomaosztás (Graduation)                                |         |     | 1996. november 22. 2000. január 24.   | 512           |
| Az iskola utolsó hetében derül ki, hogy Jake és Tiffani nem vettek részt egy történelemvizsgán, ezért csak egy pótlólagos házi feladat elkészítése esetén nyilvánítják befejezettnek az évüket. Sam eközben a búcsúbeszéde, Mark pedig amiatt aggódik, hogy már csupán egy hete van arra, hogy évfolyamtársát, Sarah-t meghódítsa. Lorena beleegyezik egy házibuliba, ám később, mikor előkerülnek a sörös dobozok, megbánja döntését. Egy dal és néhány doboz sör után, Sarah és Mark összejönnek, majd a buli berekesztése után lelépnek. A többiek később értesülnek arról, hogy Mark az árokba hajtott, és ittas vezetés miatt zárkába, Sarah pedig kórházba került. Másnap a suliban, Mark elmeséli barátainak, hogy élete legrosszabb éjszakáján van túl, a jogosítványát egy évre elvesztette, és egy bírósági tárgyalás elé is nézhet még ezek után. Így aztán, végül mégsem Sam, hanem Mark tartja meg a búcsúbeszédet, mielőtt mindannyian átvennék okleveleiket.                           |     |                                                           |         |     |                                       |               |
| 76. | 13. | Szakad a banda (A Band Divided)                           |         |     | 1996. november 30. 2000. január 25.   | 513           |
| Az egyik Sharkey's-os fellépés során tönkremegy a banda erősítője. Lorena felajánlja, hogy vesz egy másikat, amennyiben elfogadják őt társmenedzsernek. Az ötletet Sly is támogatja, így az együttes megszavazza a dolgot. A páros eztán a suli rendezvényszervezőjéhez megy, hogy leszerződtesse a bandát. Mivel azonban mindketten más-más feltételekkel állnak elő, a szervező úgy dönt, hogy inkább egy DJ-t szerződtet, azzal kevesebb gondja akad. A menedzserpáros eztán más lehetőségeket próbál kiaknázni, ám nem csupán az újabb melót, a további Sharkey's-os fellépések lehetőségét is elbukják. A felpaprikázott Jake elmesél barátainak egy történetet két királyról, Lorena és Sly azonban így sem érti meg, hogy kompromisszumok nélkül nem fog működni a dolog. Tiffani javaslatára ezért felkérik a szörfbírót, hogy ő döntsön a két menedzser sorsáról. A férfi végül rávezeti a feleket arra, hogy saját önző érdekeik elé helyezzék a bandát.                                    |     |                                                           |         |     |                                       |               |
| 77. | 14. | A szupermodell (The Fashion Man)                          |         |     | 1996. december 7. 1996. június 17.    | 514           |
| Sly megirigyli a banda, illetve elsősorban Jake lányoknál való sikerét, ezért – miután meglátja, hogy Sam, Tiffani és Lorena hogy odavannak Samsonért, az egyik férfimodellért – úgy dönt, hogy modellkedni fog. Amber Dubois, az egyik modelliskola vezetője elhiteti a fiúval, hogy szépreményű modell, így Sly rögtön kifizet a tanfolyamért 250 $-t. A fiú hamarosan újabb 250 $-t ad ki a kurzus folytatására, később pedig úgy dönt, hogy eladja féltve őrzött, '67-es Mustangját, hogy a modelltanfolyam további költségeit is fizetni tudja. Barátai aggódni kezdenek, és úgy vélik Ms. Dubois egy szélhámos. Sly azonban nem hisz nekik, ezért a többiek megpróbálnak bizonyítékot szerezni a csalásra, de a telefon üzenetrögzítőjén lévő hangfelvételt véletlenül megsemmisítik. Jake eztán felkeresi Samsont. Végül a férfi leplezi le Ms. Dubois-t, mivel kiderül, hogy az jogtalanul használta fel a szupermodell nevét a reklámjaihoz.                                                 |     |                                                           |         |     |                                       |               |
| 78. | 15. | Az utolsó fellépés (The Last Gig)                         |         |     | 1996. december 14. 2000. január 26.   | 515           |
| A nyári szünet a végéhez közeledik, így a csapat valamennyi tagját a többiektől való elszakadás gondolata foglalkoztatja. Egyedül Jake az, aki minden idejét továbbra is az együttesnek és a zenélésnek szenteli, ezért meg is szervez egy fellépést a mólón. Egy lemezkiadó vállalat képviselője ekkor figyel fel Jake-re, a fiú azonban visszautasítja a férfi ajánlatát. Miután a többiek elképzelik a jövőjüket, ráeszmélnek, hogy számukra nem élvez elsőbbséget a banda, ezért végül Tiffani ráveszi Jake-et a szerződés aláírására. A szó eztán kettejük kapcsolatára terelődik, de kénytelenek belátni, hogy az a távolság miatt nem fog működni. Az utolsó közös estén a banda megtartja záró fellépését, amely után elsőként Mark és Lorena vesz búcsút a többiektől, majd Sam és Tony is elmennek. Őket Tiffani követi, azután, hogy búcsút vesz Jake-től és Sly-tól. Végül – miután igaz barátként Sly is búcsút mond – Jake egyedül marad könnyeivel a mólón.                            |     |                                                           |         |     |                                       |               |